# The Rugby Championship 2012
The Rugby Championship 2012 – inauguracyjna edycja The Rugby Championship, corocznego turnieju w rugby union rozgrywanego pomiędzy czterema najlepszymi zespołami narodowymi półkuli południowej – Argentyną, Australią, Nowej Zelandią i RPA. Turniej odbywał się systemem ligowym pomiędzy 18 sierpnia a 6 października 2012 roku.
Wliczając turnieje w poprzedniej formie, od czasów Pucharu Trzech Narodów, była to siedemnasta edycja tych zawodów.
Oficjalne ogłoszenie o dołączeniu do rozgrywek reprezentacji Argentyny nastąpiło 8 listopada 2011 roku. Jednocześnie też ustalono terminarz rozgrywek, przy czym RPA i Argentyna wskazały później stadiony, na których miały rozgrywać swe domowe mecze.
Arbitrzy zawodów zostali wyznaczeni 6 lipca 2012 roku.
W otwierającym turniej pojedynku zwycięstwo Nowozelandczykom dała solidna obrona, dzięki której wyeliminowali zagrożenie ze strony szczególnie Willa Genii, Digby Ioane i Kurtleya Beale. W grze szczególnie wyróżniali się zawodnicy formacji młyna gości – Keven Mealamu, Luke Romano, Kieran Read i Liam Messam – choć i Nowozelandczykom zdarzały się błędy w operowaniu piłką czy wyborze celów podań. Wszystkie trzy przyłożenia padły w pierwszych czterdziestu minutach, a ośmiopunktowa przewaga All Blacks do przerwy utrzymała się do końca spotkania, bowiem w drugiej połowie na każdego celnego karnego Australijczyków celnie odpowiadał Dan Carter. Debiut Argentyńczyków w zawodach zakończył się porażką na wyjeździe, lecz pomimo dużej przewagi Springboks nie pozwolili im na zdobycie bonusowego punktu. Goście przeplatali dobra grę Juana Martína Hernándeza czy Gonzalo Camacho z prostymi błędami, popełnianymi przewinieniami czy niecelnymi karnymi. Dobre zawody rozegrała krytykowana wcześniej para łączników – Morné Steyn i Francois Hougaard – oraz Marcell Coetzee, Zane Kirchner i Bryan Habana, jednak cieniem na postawie Południowoafrykańczyków kładła się niemożność zdobycia czwartego przyłożenia, mnogość strat piłki i problemy w konstruowaniu maula autowego.
Na Eden Park Nowozelandczycy pozostali niepokonani przez Wallabies od 1986 roku, utrzymując tym samym dziesiąty rok z rzędu Bledisloe Cup, dodatkowo nie pozwalając gościom na zdobycie choćby punktu, bowiem australijscy rozgrywający zostali zneutralizowani. Jedyne przyłożenie w meczu zdobył Israel Dagg, który znakomicie grał w powietrzu, pozostałe punkty dołożył z kopów Carter. Podobnie jak tydzień wcześniej wyróżniali się zawodnicy z młyna – Read, Messam, Romano i Richie McCaw – grą dobrze sterował Aaron Smith, zaś Sonny Bill Williams i Hosea Gear przebijali się regularnie przez obronę rywali. Z kolei w Mendozie Argentyńczycy zanotowali historyczny remis w meczu ze Springboks. Po trzy karne i podwyższenie celnie kopnęli Martín Rodríguez i Morné Steyn, natomiast przyłożenia zdobyli odpowiednio Santiago Fernández i Francois Steyn. Gospodarze byli zespołem wyraźnie lepszym w większości aspektów gry, natomiast Południowoafrykańczycy przegrywali walkę w autach i przegrupowaniach, także gra chwalonej po poprzenich spotkaniu pary łączników nie wyglądała już tak dobrze przy braku dominacji zawodników formacji młyna. Krytyka dotknęła zwłaszcza trenera Springboks za brak odpowiedniej taktyki przy niesprzyjających okolicznościach oraz brak konsekwencji w selekcji zawodników.
W wietrznym i deszczowym Wellington Argentyńczycy przez sześćdziesiąt minut dotrzymywali kroku gospodarzom. Po przyłożeniu Rodrigo Roncero Pumas przegrywając jednym punktem schodzili na przerwę przedłużoną o dziesięć minut z powodu awarii prądu na stadionie. Przez cały mecz Nowozelandczycy zmagali się z zabezpieczeniem posiadania piłki, płynnością i tempem gry w formacji ataku. Dopiero wejście Piri Weepu na boisko ożywiło grę All Blacks, co w połączeniu z żółtą kartką dla Julio Cabello przełożyło się na dwa przyłożenia w pozostałych dwudziestu minutach. Pozostałe punkty zdobył zaś celnymi kopami zastępujący kontuzjowanego Cartera Aaron Cruden. Z kolei w Perth ponad 34 tysiące widzów obejrzało wyrównany pojedynek rozegrany w doskonałych warunkach pogodowych. W każdej części meczu obie drużyny kopnęły celnie po dwa karne, do przerwy różnicą między nimi było jedynie podwyższone przyłożenie Habany. W drugiej połowie Australijczycy zmienili taktykę – przede wszystkim mniej kopiąc – co zaowocowało dwoma przyłożeniami. Springboks trzymali się natomiast swojego planu gry, który nie sprawdzał się w warunkach braku dominacji w przegrupowaniach oraz braku dyscypliny. Wallabies wygrali zatem z Południowoafrykańczykami piąty mecz z rzędu, a siódmy z ostatnich ośmiu, utrzymali także Mandela Challenge Plate.
Podobne problemy czekały Springboks tydzień później w Dunedin. W najlepszym dotychczasowym występie, agresywna i mocna obrona, w której wyróżniali się Francois Louw i Flip van der Merwe, utrudniała ataki All Blacks, jednak pomimo okresów dominacji zawodników formacji młyna i błędów gospodarzy brak było przełożenia na punkty. Szczególnie słaba była postawa południowoafrykańskich kopaczy, którzy w celu umieścili dwie z ośmiu prób. Zgodnie z przygotowanym planem gry wiele piłek oddawali też oni kopiąc w stronę rywali zamiast kontynuować grę ręką, przez co stwarzali Nowozelandczykom szanse na kontry. Gospodarze zatem niepodziewanie na przerwę schodzili prowadząc po przyłożeniu Dagga. Świetnymi indywidualnymi akcjami zakończonymi przyłożeniem popisali się następnie Habana i Aaron Smith zastępujący słabo spisującego się Weepu, żółta kartka dla Deana Greylinga zmniejszyła presję na gospodarzy, a dwa celne karne Crudena w końcówce meczu pozbawiły Springboks chociażby bonusowego punktu. Pierwszy w historii testmecz na Skilled Park zakończył się skromnym, czteropunktowym zwycięstwem gospodarzy, którym do przejęcia inicjatywy potrzeba było sześćdziesięciu minut. Argentyńczycy w połowie meczu prowadzili 6-3, a tuż po przerwie zaliczyli dwa przyłozenia i karnego, powiększając swą przewagę do trzynastu punktów. W ostatniej ćwiartce gry Australijczycy zdobyli dwa podwyższone przez Berricka Barnesa przyłożenia, zaś wynik meczu ustalił celnym karnym z większej odległości Beale.
W rozpoczynającym piątą serię spotkań testmeczu Południowoafrykańczycy utrzymali stuprocentową skuteczność w meczach z Wallabiesna Loftus Versfeld. Był to najlepszy występ Springboks od czasu przejęcia stanowiska trenera kadry przez Heyneke Meyera, choć według kapitana reprezentacji, Jeana de Villiersa, nie było drastycznych zmian wprowadzonych do planu gry. W dwudziestotrzypunktowym zwycięstwie hattricka zdobył Habana, wyróżniali się także Duane Vermeulen oraz młody łącznik ataku Johan Goosen, Eben Etzebeth wraz z Andriesem Bekkerem wywierali dużą presję na Australijczykach, zaś Francois Louw rozegrał najlepszy mecz w swojej dotychczasowej reprezentacyjnej karierze. Grę Wallabies z kolei utrudniła żółta kartka Jamesa Slippera, seria kontuzji, szczególnie w formacji ataku, przez które na ławkę rezerwowych przedwcześnie trafili Berrick Barnes, Adam Ashley-Cooper, Digby Ioane, Radike Samo i Tatafu Polota Nau, dodatkowo kończyli mecz w czternastkę, bowiem wykorzystawszy limit zmian, po urazie tego ostatniego nie mógł wejść na boisko Saia Faingaʻa. Nadzieja Pumas na sprawienie niespodzianki w meczu z All Blacks trwała jedynie piętnaście minut. Po dobrym początku i przyłożeniu Martína Landajo Nowozelandczycy przejęli inicjatywę, Read i Maʻa Nonu przebijali się przez mniej efektywną niż w Wellington obronę Argentyńczyków. Mimo że Lucas González Amorosino i Marcelo Bosch byli groźni z piłką w rękach, a Hernández celnym karnym osiągnął barierę stu punktów zdobytych w testmeczach, do przerwy Pumas przegrywali 8–32. W ostatniej półgodzinie Steve Hansen dał szansę rezerwowym, mecz jednak nie stracił na intensywności. Tempo gry osłabiało gospodarzy, ich błędy były karane kolejnymi przyłożeniami, a dwaj Nowozelandzcy skrzydłowi, Julian Savea i Cory Jane, zdobyli ich łącznie pięć. Tym samym All Blacks zapewnili sobie zwycięstwo na kolejkę przed zakończeniem zawodów.
Nowozelandczycy nie zwolnili tempa także w swoim ostatnim spotkaniu wykazując cierpliwość i wiarę we własne umiejętności. Po słabszej pierwszej połowie, gdzie pozbawieni piłki i zepchnięci do obrony przegrywali nawet dziesięcioma punktami, w drugiej części bezlitośnie wykorzystywali błędy Springboks, grając pewnie nawet po żółtej kartce dla Dagga. Z drugiej strony gospodarze po dobrym starcie zmagali się z frustracją i niemocą w grze w ataku, błędami w obronie oraz niewysoką skutecznością obu kopaczy. Po raz kolejny wyróżniał się Read, Gear miał swój udział w trzech przyłożeniach, zaś kapitan McCaw świętował swe setne zwycięstwo w testmeczu. W Rosario Wallabies zapewnili sobie drugie miejsce w turnieju (pomimo gorszego od reprezentantów RPA bilansu punktowego) sześciopunktowym zwycięstwem nad gospodarzami. W pierwszej części meczu punkty zdobywane były jedynie z karnych – Australijczycy pięciokrotnie, zaś Argentyńczycy trzykrotnie trafili celnie pomiędzy słupy. W drugiej połowie obie strony zdobyły po dziesięć punktów – prócz karnego także po podwyższonym przyłożeniu, porażką zakończył zatem reprezentacyjną karierę Rodrigo Roncero.

## Mecze
| 18 sierpnia 201220:05 | Australia                      | 19:27(10:18) | Nowa Zelandia                           | ANZ Stadium, Sydney Widzów: 76 877 Sędzia: Alain Rolland |
| 18 sierpnia 201220:05 | Barnes 14 (pd 4K) Sharpe 5 (P) | 19:27(10:18) | Carter 17 (pd 5K) Jane 5 (P) Dagg 5 (P) | ANZ Stadium, Sydney Widzów: 76 877 Sędzia: Alain Rolland |

| 18 sierpnia 201217:00 | Południowa Afryka                                              | 27:6(20:6) | Argentyna        | DHL Newlands Stadium, Kapsztad Widzów: 38 843 Sędzia: Steve Walsh |
| 18 sierpnia 201217:00 | M. Steyn 12 (3pd 2K) Habana 5 (P) Coetzee 5 (P) Kirchner 5 (P) | 27:6(20:6) | Hernández 6 (2K) | DHL Newlands Stadium, Kapsztad Widzów: 38 843 Sędzia: Steve Walsh |

| 25 sierpnia 201219:35 | Nowa Zelandia                | 22:0(9:0) | Australia | Eden Park, Auckland Widzów: 48 460 Sędzia: Nigel Owens |
| 25 sierpnia 201219:35 | Carter 17 (pd 5K) Dagg 5 (P) | 22:0(9:0) |           | Eden Park, Auckland Widzów: 48 460 Sędzia: Nigel Owens |
| 25 sierpnia 201219:35 | Genia                        | 22:0(9:0) |           | Eden Park, Auckland Widzów: 48 460 Sędzia: Nigel Owens |

| 25 sierpnia 201216:10 | Argentyna                            | 16:16(13:3) | Południowa Afryka                  | Estadio Malvinas Argentinas, Mendoza Widzów: 37 000 Sędzia: Steve Walsh |
| 25 sierpnia 201216:10 | Rodríguez 11 (pd 3K) Fernández 5 (P) | 16:16(13:3) | M. Steyn 11 (pd 3K) F. Steyn 5 (P) | Estadio Malvinas Argentinas, Mendoza Widzów: 37 000 Sędzia: Steve Walsh |

| 8 września 201219:35 | Nowa Zelandia                            | 21:5(6:5) | Argentyna     | Westpac Stadium, Wellington Widzów: 29 932 Sędzia: Romain Poite |
| 8 września 201219:35 | Cruden 11 (pd 3K) Jane 5 (P) Savea 5 (P) | 21:5(6:5) | Roncero 5 (P) | Westpac Stadium, Wellington Widzów: 29 932 Sędzia: Romain Poite |
| 8 września 201219:35 | Cabello                                  | 21:5(6:5) |               | Westpac Stadium, Wellington Widzów: 29 932 Sędzia: Romain Poite |

| 8 września 201218:35 | Australia                                             | 26:19(6:13) | Południowa Afryka                               | Patersons Stadium, Perth Widzów: 34 377 Sędzia: Nigel Owens |
| 8 września 201218:35 | Barnes 16 (2pd 4K) Alexander 5 (P) Higginbotham 5 (P) | 26:19(6:13) | M. Steyn 8 (pd 2K) F. Steyn 6 (2K) Habana 5 (P) | Patersons Stadium, Perth Widzów: 34 377 Sędzia: Nigel Owens |
| 8 września 201218:35 | Mtawarira                                             | 26:19(6:13) |                                                 | Patersons Stadium, Perth Widzów: 34 377 Sędzia: Nigel Owens |

| 15 września 201219:35 | Nowa Zelandia                               | 21:11(5:3) | Południowa Afryka                        | Forsyth Barr Stadium, Dunedin Widzów: 29 014 Sędzia: George Clancy |
| 15 września 201219:35 | Cruden 11 (pd 3K) A. Smith 5 (P) Dagg 5 (P) | 21:11(5:3) | M. Steyn 3 (K) Habana 5 (P) Goosen 3 (K) | Forsyth Barr Stadium, Dunedin Widzów: 29 014 Sędzia: George Clancy |
| 15 września 201219:35 | Greyling                                    | 21:11(5:3) |                                          | Forsyth Barr Stadium, Dunedin Widzów: 29 014 Sędzia: George Clancy |

| 15 września 201220:05 | Australia                                               | 23:19(3:6) | Argentyna                                     | Skilled Park, Gold Coast Widzów: 22 278 Sędzia: Wayne Barnes |
| 15 września 201220:05 | Barnes 10 (2pd 2K) Beale 3 (K) Ioane 5 (P) McCabe 5 (P) | 23:19(3:6) | Hernández 9 (3K) Cabello 5 (P) Leonardi 5 (P) | Skilled Park, Gold Coast Widzów: 22 278 Sędzia: Wayne Barnes |
| 15 września 201220:05 | McCabe                                                  | 23:19(3:6) |                                               | Skilled Park, Gold Coast Widzów: 22 278 Sędzia: Wayne Barnes |

| 29 września 201217:00 | Południowa Afryka                                        | 31:8(14:3) | Australia                | Loftus Versfeld Stadium, Pretoria Widzów: 44 463 Sędzia: Alain Rolland |
| 29 września 201217:00 | Habana 15 (3P) Pienaar 6 (3pd) Louw 5 (P) Kirchner 5 (P) | 31:8(14:3) | Beale 3 (K) Harris 5 (P) | Loftus Versfeld Stadium, Pretoria Widzów: 44 463 Sędzia: Alain Rolland |
| 29 września 201217:00 | Slipper                                                  | 31:8(14:3) |                          | Loftus Versfeld Stadium, Pretoria Widzów: 44 463 Sędzia: Alain Rolland |

| 29 września 201220:10 | Argentyna                                      | 15:54(8:32) | Nowa Zelandia                                                                            | Estadio Ciudad de La Plata, La Plata Widzów: 53 000 Sędzia: Jaco Peyper |
| 29 września 201220:10 | Hernández 5 (pd K) Camacho 5 (P) Landajo 5 (P) | 15:54(8:32) | Cruden 7 (2pd K) Carter 12 (3pd 2K) A. Smith 5 (P) Jane 15 (3P) Savea 10 (2P) Nonu 5 (P) | Estadio Ciudad de La Plata, La Plata Widzów: 53 000 Sędzia: Jaco Peyper |

| 6 października 201217:00 | Południowa Afryka                            | 16:32(16:12) | Nowa Zelandia                                                                 | FNB Stadium, Johannesburg Widzów: 88 739 Sędzia: Alain Rolland |
| 6 października 201217:00 | Goosen 5 (pd K) Jantjies 6 (2K) Habana 5 (P) | 16:32(16:12) | Carter 12 (3pd dg K) A. Smith 5 (P) Nonu 5 (P) C. Smith 5 (P) Whitelock 5 (P) | FNB Stadium, Johannesburg Widzów: 88 739 Sędzia: Alain Rolland |
| 6 października 201217:00 | Dagg                                         | 16:32(16:12) |                                                                               | FNB Stadium, Johannesburg Widzów: 88 739 Sędzia: Alain Rolland |

| 6 października 201220:10 | Argentyna                                    | 19:25(9:15) | Australia                     | Estadio Gigante de Arroyito, Rosario Widzów: 42 000 Sędzia: Craig Joubert |
| 6 października 201220:10 | Bosch 5 (pd K) Hernández 9 (3K) Imhoff 5 (P) | 19:25(9:15) | Harris 20 (pd 6K) Ioane 5 (P) | Estadio Gigante de Arroyito, Rosario Widzów: 42 000 Sędzia: Craig Joubert |
| 6 października 201220:10 | Albacete                                     | 19:25(9:15) | Sheehan                       | Estadio Gigante de Arroyito, Rosario Widzów: 42 000 Sędzia: Craig Joubert |